# Record Bank
Record Bank was een Belgische bank die ontstond in januari 2001 na de fusie van vier financiële instellingen: Record Bank (het voormalige SEFB), Dipo Spaarbank, De Vaderlandsche Spaarbank (voorheen een dochter van De Vaderlandsche Verzekeringen) en Sodefina, een kredietmaatschappij van De Vaderlandsche Verzekeringen. Record Bank was een 100% dochtermaatschappij van de ING België met zetels in Evere, Gent en Luik.
In haar jonge bestaan wordt de bank gekenmerkt door een agressief overnamebeleid: in april 2003 nam Record Bank de spaarbank Westkrediet over. In mei 2004 volgde AGF Belgium Bank en in 2005 Mercator Bank. Eural werd overgenomen van Dexia.
Record Bank was tot haar verdwijnen de op drie na grootste spaarbank van België, na Argenta, AXA Bank en Crelan . Eind 2017 had de bank ongeveer 800.000 klanten en 467 filialen, waarvan 1 vestiging met eigen personeel; de overigen waren zelfstandige kredietmakelaars gespreid over heel België.
In oktober 2016 maakte ING een grote reorganisatie bekend: Record Bank moest opgaan in ING België. Van de nog bestaande bankkantoren bleef minder dan 10% over, maar dan met het ING-logo. De naam Record Bank verdween snel helemaal uit het straatbeeld. ING streefde naar grotere kantoren met ruimere openingsuren en betere digitale voorzieningen.. Vele zelfstandige kantoorhouders stapten over naar andere banken, meestal Crelan, Argenta, AXA Bank, Bank Nagelmackers of Fintro.